# Priapella bonita
Priapella bonita és una espècie extinta de peix de la família dels pecílids i de l'ordre dels ciprinodontiformes. que vivia a l'aigua dolça. a Nord-amèrica: Mèxic.